# NGC 4417
NGC 4417 (другие обозначения — UGC 7542, MCG +2-32-53, CGCG 70-80, VCC 944, PGC 40756) — линзообразная галактика (SB0) в созвездии Девы.
В этой галактике есть несколько слабых точечных рентгеновских источников, один из которых находится практически точно в центре и имеет рентгеновскую светимость около 1038 эрг/с. Ещё три находятся не дальше 3 секунд дуги от центра, и, скорее всего, являются рентгеновскими двойными. Два ярчайших источника в галактике имеют светимости 5⋅1038 эрг/с. Свидетельств того, что галактика испытывает обдирание под действием лобового давления, нет.
Этот объект входит в число перечисленных в оригинальной редакции «Нового общего каталога».